# Daisuke Naito
Daisuke Naitō (内藤 大助, Naitō Daisuke) est un boxeur japonais né le 30 août 1974 à Toyoura sur l'île d'Hokkaido.

## Carrière
Il devient champion du monde des poids mouches WBC à Tokyo le 18 juillet 2007 en battant aux points le thaïlandais Pongsaklek Wonjongkam. Il conserve sa ceinture aux dépens de Daiki Kameda le 11 octobre 2007 (victoire aux points) puis à nouveau contre Pongsaklek Wonjongkam le 8 mars 2008 (match nul) et contre Tomonobu Shimizu le 30 juillet 2008 (victoire par KO dans la 11e reprise).
Le 26 mai 2009, il bat aux points à Tokyo le chinois Xiong Zhaozhong puis s'incline face à son compatriote Koki Kameda le 29 novembre.